# Johannes Cornelis Termijtelen
Johannes Cornelis Termijtelen (Luik, 29 oktober 1819 - Hees, 10 januari 1882) was luitenant-kolonel der infanterie van het Indische leger, ridder in de Militaire Willems-Orde.

## Familie

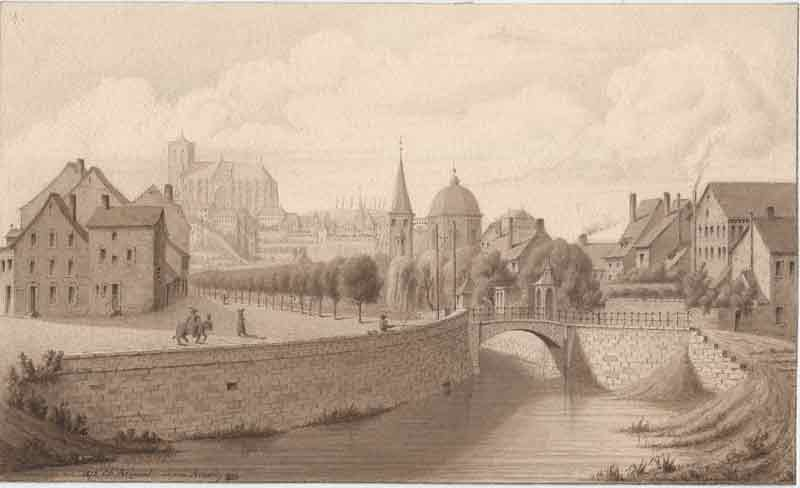
Luik in 1826: Pont d'Avroy

Johannes Termijtelen werd in 1819 te Luik geboren. Zijn ouders waren Joannes Termijtelen (1797-1848) en Johanna Gordijn (1797 - 1874). Zijn vader was kapitein der infanterie en drager van het Metalen Kruis 1830-1831. Net als Johannes kozen zijn jongere broers, Henri Antoine en Herman, voor een militaire carrière bij het Indische leger. Uiteindelijk werden zij alle drie luitenant-kolonel der infanterie. Hun jongere zuster Sophia Johanna was gouvernante.
Johannes en zijn vrouw Henriëtte Smissaert kregen acht kinderen. Vier dochters trouwden met een officier van het Indische leger.

## Loopbaan

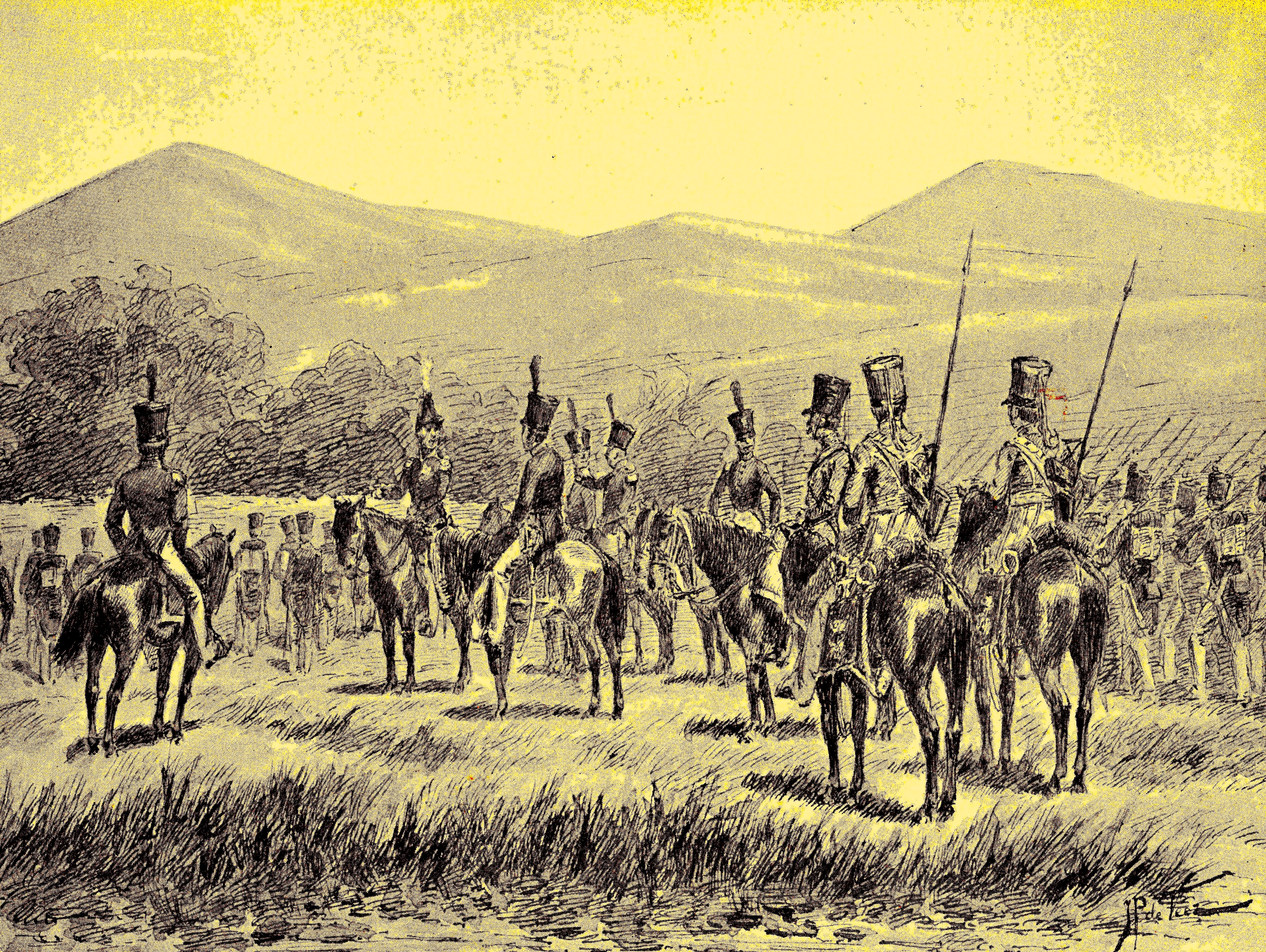
De staf bij de Boni-expeditie

Johannes Termijtelen startte zijn militaire loopbaan in januari 1837 bij de 14de afdeling van de infanterie. Hij genoot zijn militaire opleiding te Harderwijk en vertrok in 1841 als onderofficier vanaf het Nieuwe Diep te Den Helder met het schip Pollux naar Nederlands-Indië. Johannes vervulde aldaar in de volgende jaren functies bij verschillende infanteriebatalons (achtereenvolgens het 5de, 4de, 3de en 8ste bataljon). Hij was opgeklommen tot kapitein, toen hij in 1854 werd overgeplaatst naar het bataljon te Celebes. Van 1855 tot 1859 was hij daar tevens lid van de raad van justitie te Makassar.

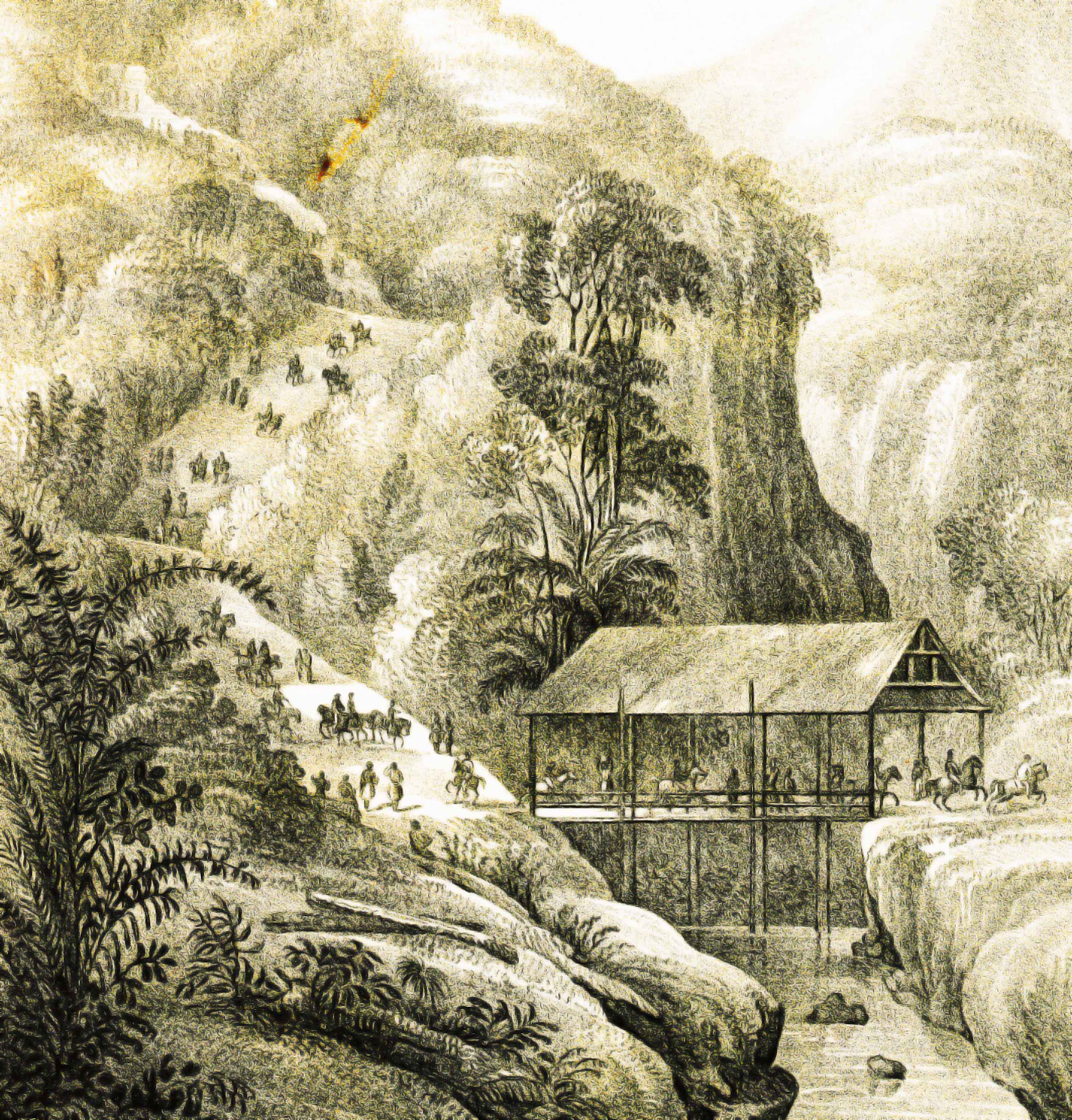
Nederlandse troepen, Celebes, 1859

In 1859 organiseerde het Nederlands-Indische leger te Celebes de Boni-expedities. Eind 1859 resulteerden deze expedities in de volledige onderwerping van het Vorstendom Boni. In de maanden juli, augustus en september van 1859 werden zes belangrijke gevechten geleverd. Daarbij werd het bevel over de troepen met moed en beleid mede gevoerd door Johannes Termijtelen. Johannes onderscheidde zich hierbij zodanig, dat hij werd benoemd tot ridder in de Militaire Willems-Orde. Hij vocht onder andere op 31 augustus en 8 september in het gebergte van Segeri te Parinring en te Boekoeloe. Te Segeri commandeerde hij tot tweemaal toe aanvallen op de versterking, waarbij die uiteindelijk werd genomen en verwoest. Samen met de tweede Luitenant Biorn muntte Johannes bij deze acties uit.
Begin 1860 werd Johannes overgeplaatst naar het 6de bataljon. In mei van dat jaar werd hij tot majoor bevorderd. Na onder andere een tweejarig verlof (voor herstel van gezondheidsklachten) volgde zijn pensionering als luitenant-kolonel in maart 1865.

## Na de loopbaan
De gepensioneerde Johannes Termijtelen woonde te Hees (Nijmegen) en overleed daar 17 jaar later. Na zijn overlijden ging zijn vrouw met vijf kinderen terug naar Nederlands-Indië (Batavia).

## Algemene bronnen
- Decorare, orgaan van de Studiekring Ridderorden en Onderscheidingen, Decorare 2010
- Dienststaat, nr 3591, van Joannes Cornelis Termijtelen (zoon van Jan en Johanna Petronella Gordijn)
- Nederland's Patriciaat, 71e jaargang 1987, Centraal Bureau voor Genealogie, 's-Gravenhage, Genealogie Termijtelen, pag. 388 e.v.